# Dasyatidae
I Dasiatidi (Dasyatidae Jordan & Gilbert, 1879) sono una famiglia di pesci cartilaginei dell'ordine Rajiformi che comprende specie d'acqua salata e d'acqua dolce comunemente conosciute come pastinache o trigoni.

## Descrizione
Sono caratterizzati dal corpo piatto romboidale, con margine laterale del capo che si continua con il margine anteriore delle grandi pinne pettorali a forma di ali. Le specie più grandi raggiungono i 4 m di lunghezza. Gli occhi sono posti sul dorso, la bocca è ventrale. La pinna dorsale è assente o appena abbozzata. La coda è sottile e lunga, ed è dotata di un aculeo velenoso; negli esemplari di maggiori dimensioni, l'aculeo può arrivare fino a 35-40 centimetri di lunghezza, ha un profilo dentellato ed è rivestito da una guaina epiteliale.
Alla radice dell'aculeo si trovano due ghiandole velenifere che secernono una sostanza composta dagli enzimi 5-nucleotidasi e fosfodiesterasi, che distruggono le cellule, e da serotonina, che provoca contrazioni muscolari. L'azione di tale complesso enzimatico è necrotizzante e a questo si unisce la possibilità di infezioni batteriche anche gravi.
Se la parte interessata è un organo vitale, il decorso può arrivare a essere mortale (si veda l'esempio del conduttore televisivo Steve Irwin, morto in Australia in seguito a una puntura di trigone in pieno petto il 4 settembre 2006).

## Biologia
Sono animali bentonici che trascorrono gran parte del tempo poggiati sul fondo, coperti dalla sabbia o dal fango.

### Alimentazione
La dieta dei dasiatidi include molluschi, vermi, crostacei e pesci.

### Riproduzione
Sono animali ovovivipari, in cui le uova sono incubate e si schiudono nell'organismo materno.

## Distribuzione e habitat
I Dasiatidi sono presenti nelle acque dell'oceano Atlantico, dell'oceano Indiano e del Pacifico. Nel mar Mediterraneo la famiglia è presente con 6 specie: Dasyatis centroura, Dasyatis marmorata, Dasyatis pastinaca, Himantura uarnak (migrante lessepsiana), Pteroplatytrygon violacea e Taeniura grabata.
La maggior parte delle specie vive nell'acqua salata ma esistono anche specie d'acqua dolce e salmastra.

## Tassonomia

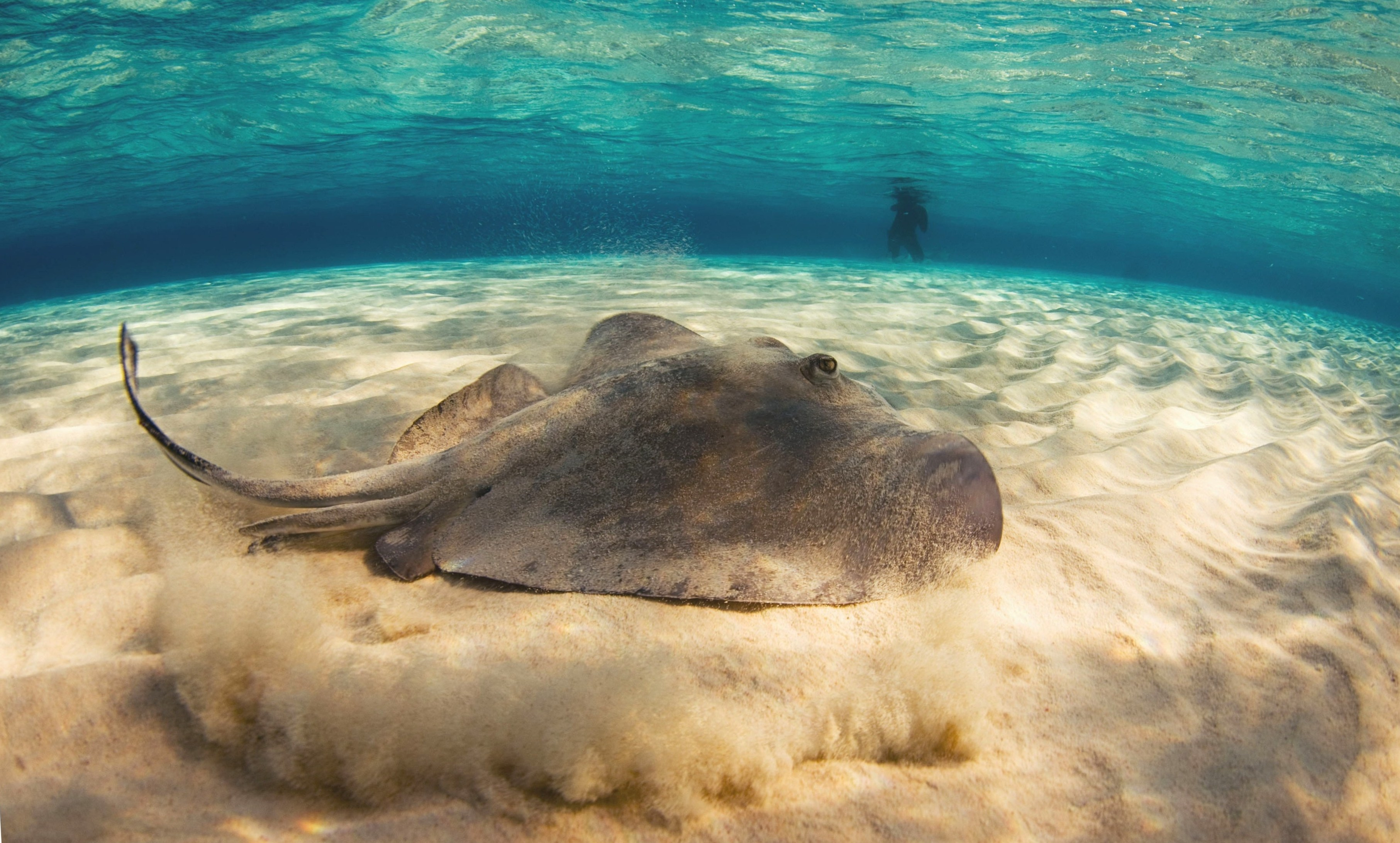
Dasyatis americana

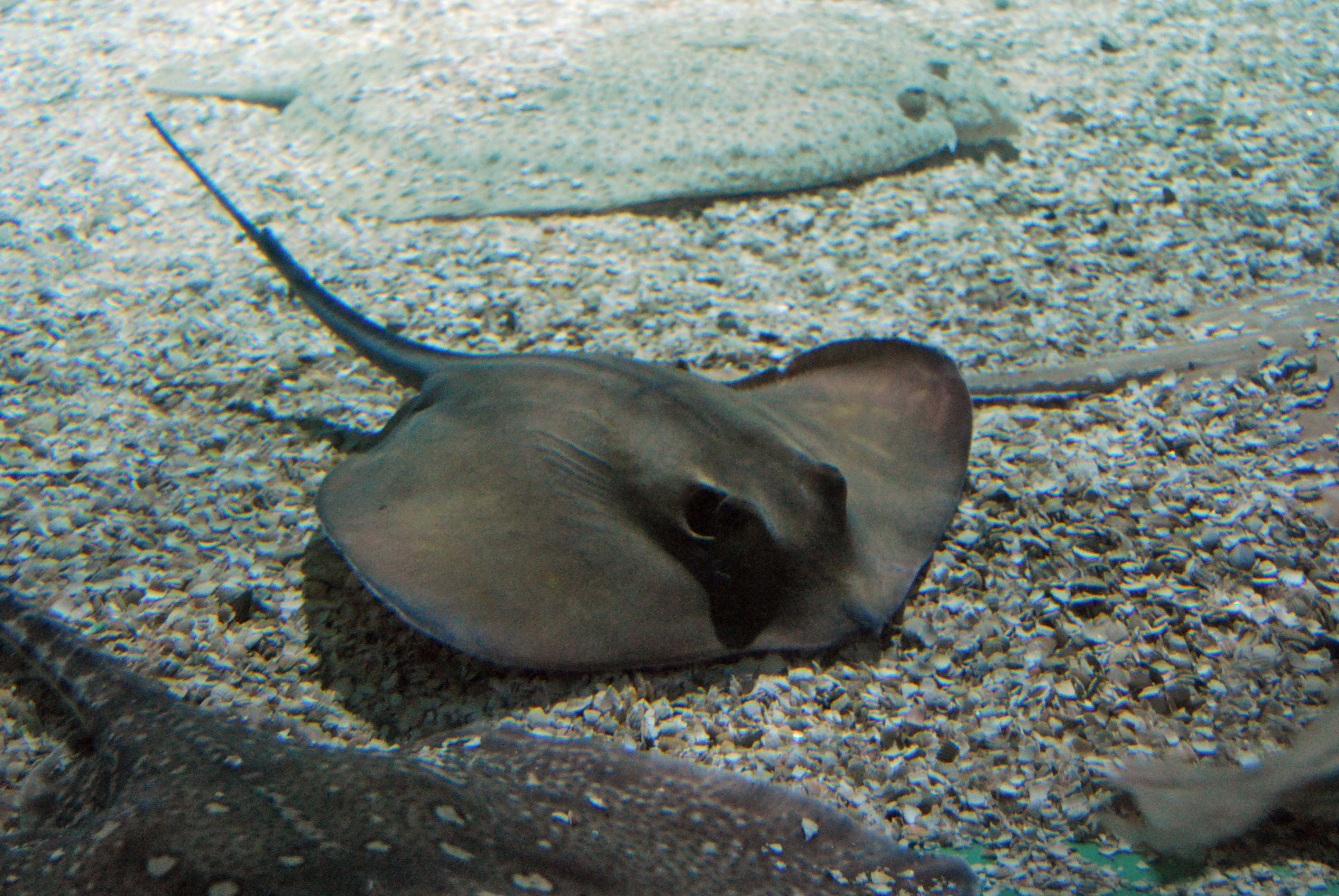
Dasyatis pastinaca

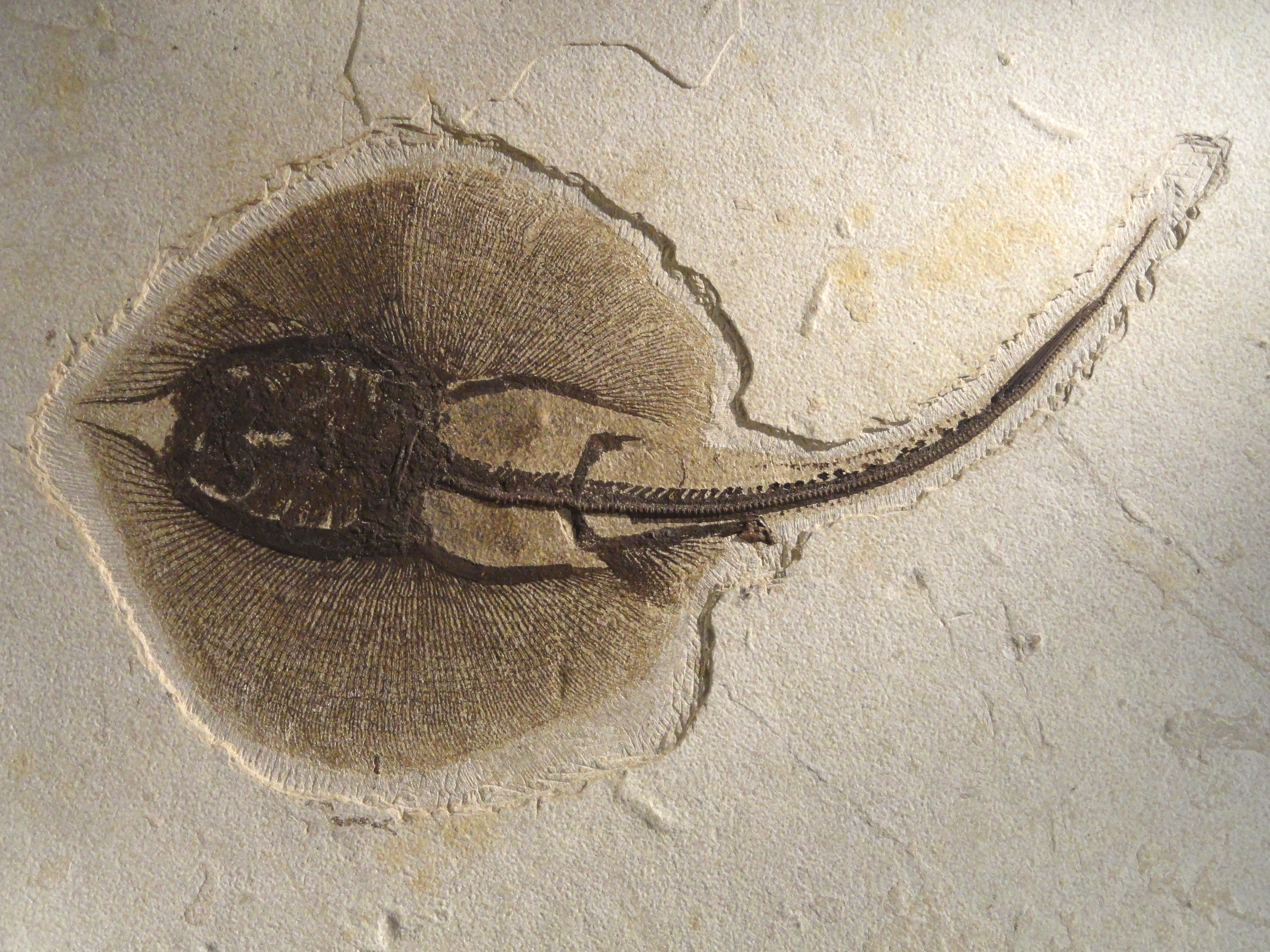
Fossile di Heliobatis radians

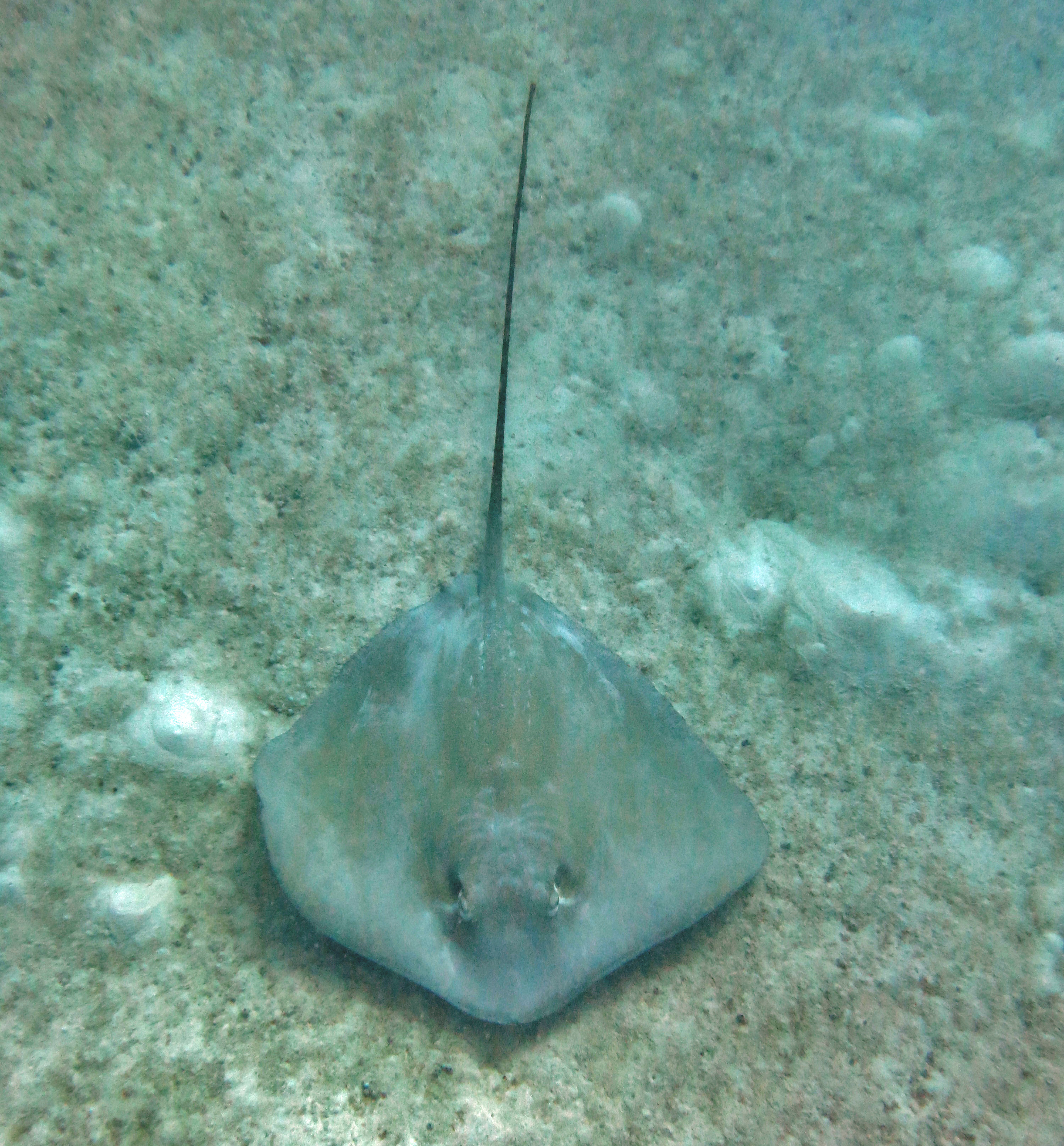
Himantura jenkinsii

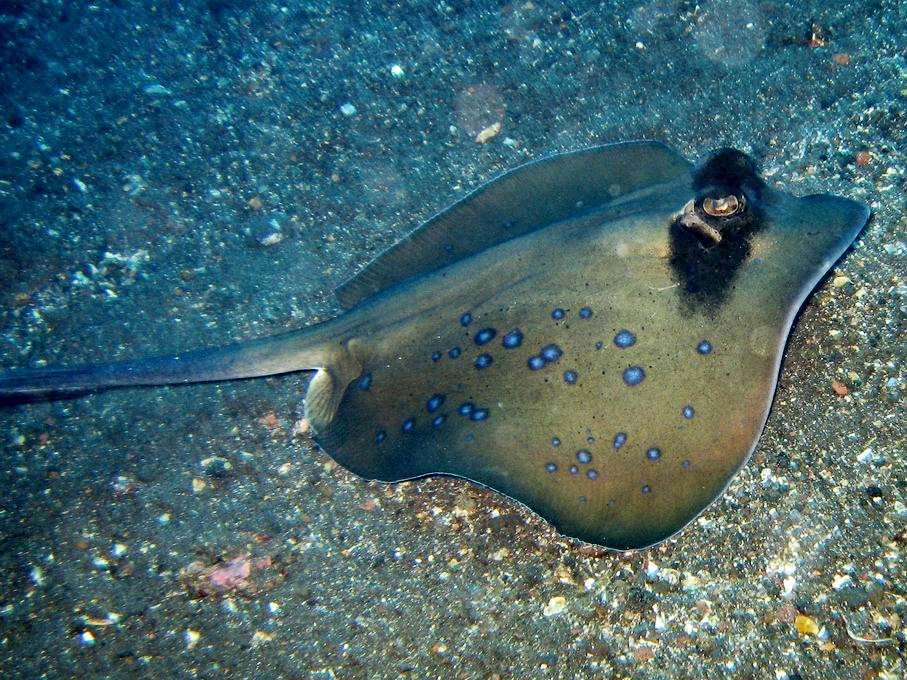
Neotrygon kuhlii

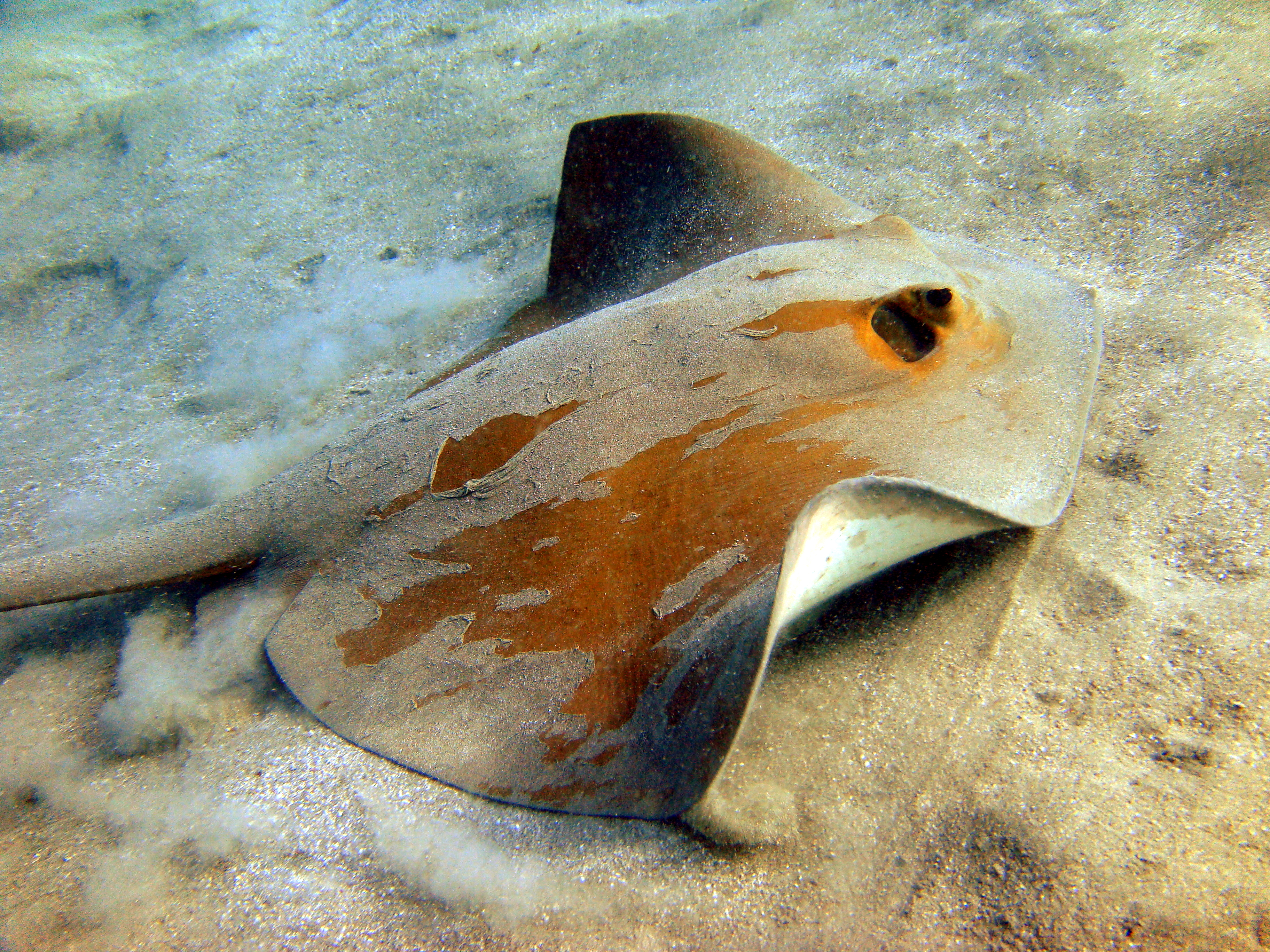
Pastinachus sephen

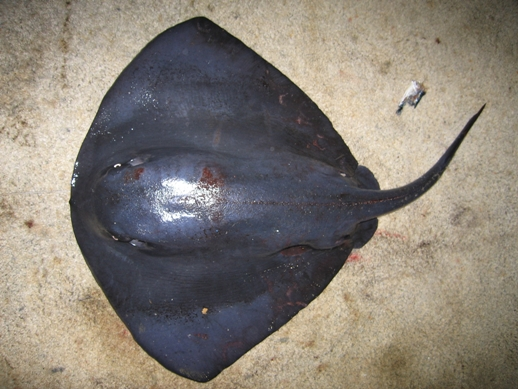
Pteroplatytrygon violacea

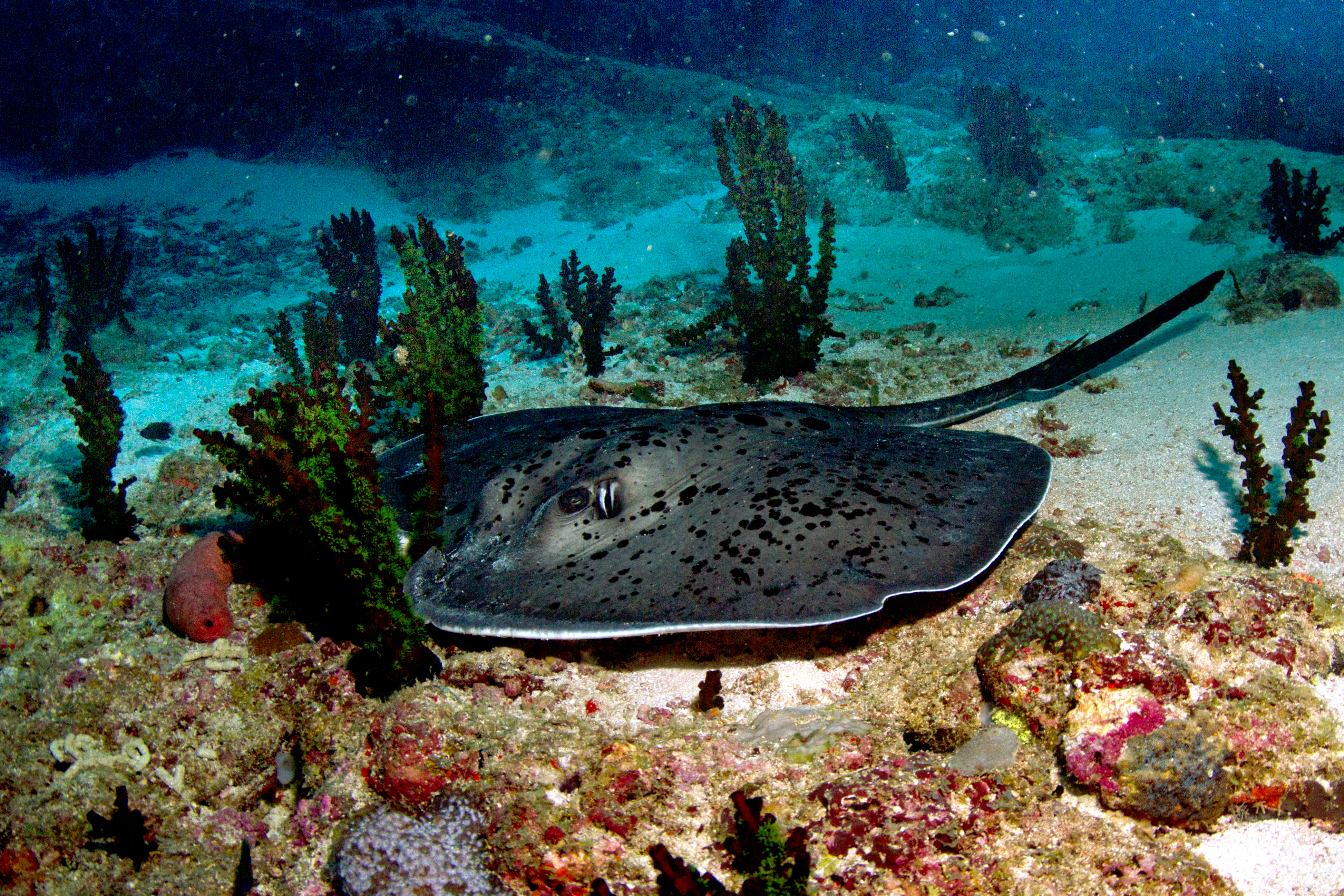
Taeniura meyeni

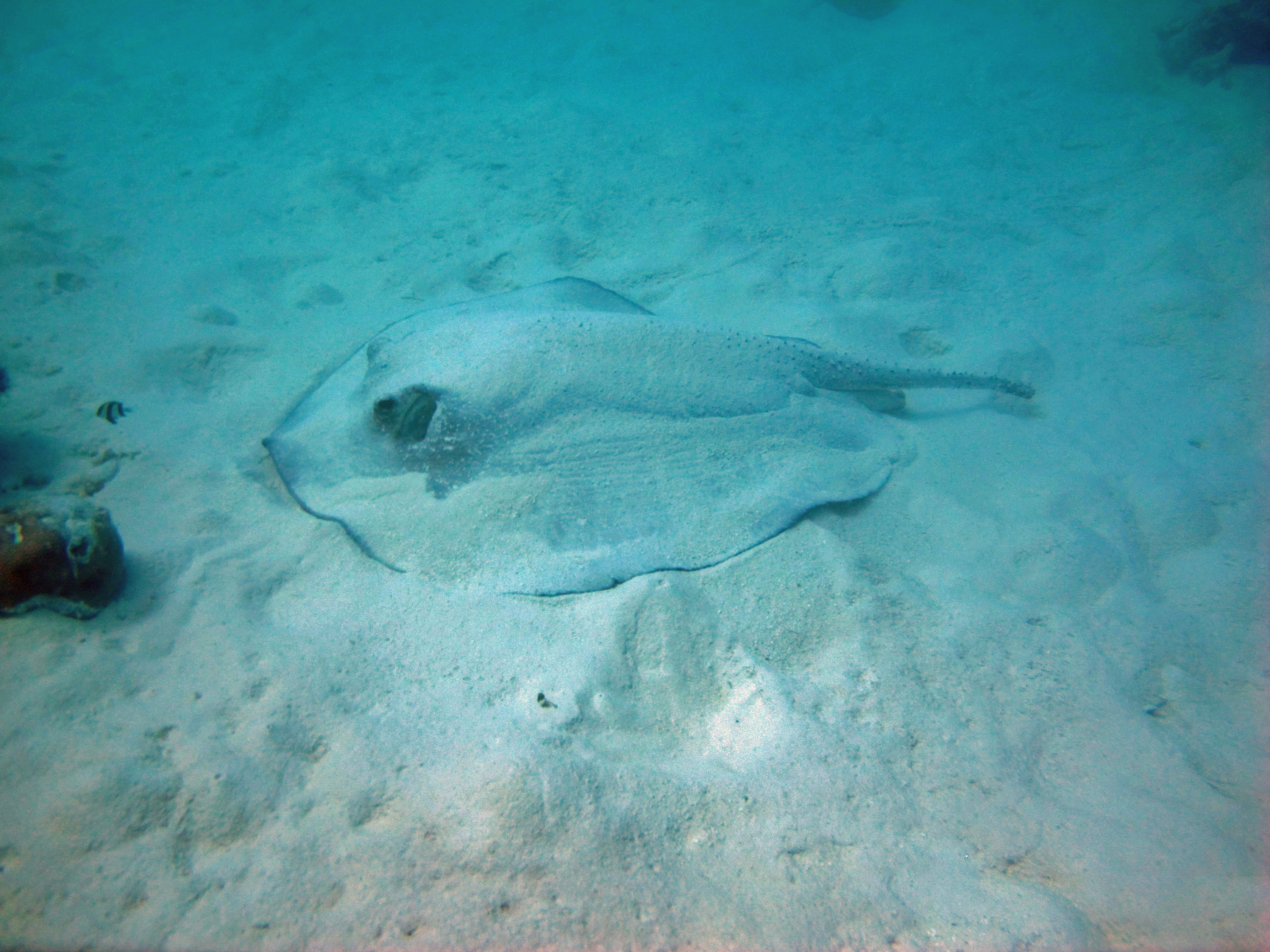
Urogymnus asperrimus

La famiglia comprende i seguenti generi e specie:
- Dasyatis Rafinesque, 1810
  - Dasyatis acutirostra Nishida & Nakaya, 1988
  - Dasyatis akajei (Müller & Henle, 1841)
  - Dasyatis americana Hildebrand & Schroeder, 1928 - pastinaca americana
  - Dasyatis bennettii (Müller & Henle, 1841)
  - Dasyatis brevicaudata (Hutton, 1875) - pastinaca liscia
  - Dasyatis brevis (Garman, 1880)
  - Dasyatis centroura (Mitchill, 1815) - trigone spinoso
  - Dasyatis chrysonota (Smith, 1828)
  - Dasyatis colarensis Santos, Gomes & Charvet-Almeida, 2004
  - Dasyatis dipterura (Jordan & Gilbert, 1880)
  - Dasyatis fluviorum Ogilby, 1908
  - Dasyatis geijskesi Boeseman, 1948
  - Dasyatis gigantea (Lindberg, 1930)
  - Dasyatis guttata (Bloch & Schneider, 1801)
  - Dasyatis hastata (DeKay, 1842)
  - Dasyatis hypostigma Santos & Carvalho, 2004
  - Dasyatis izuensis Nishida & Nakaya, 1988
  - Dasyatis laevigata Chu, 1960
  - Dasyatis lata (Garman, 1880)
  - Dasyatis longa (Garman, 1880)
  - Dasyatis longicauda Last & White, 2013
  - Dasyatis margarita (Günther, 1870)
  - Dasyatis margaritella Compagno & Roberts, 1984
  - Dasyatis marianae Gomes, Rosa & Gadig, 2000
  - Dasyatis marmorata (Steindachner, 1892)
  - Dasyatis matsubarai Miyosi, 1939
  - Dasyatis microps (Annandale, 1908)
  - Dasyatis multispinosa (Tokarev, 1959)
  - Dasyatis navarrae (Steindachner, 1892)
  - Dasyatis parvonigra Last & White, 2008
  - Dasyatis pastinaca (Linnaeus, 1758) - pastinaca comune
  - Dasyatis rudis (Günther, 1870)
  - Dasyatis sabina (Lesueur, 1824)
  - Dasyatis say (Lesueur, 1817)
  - Dasyatis sinensis (Steindachner, 1892)
  - Dasyatis thetidis Ogilby, 1899
  - Dasyatis tortonesei Capapé, 1975
  - Dasyatis ushiei (Jordan & Hubbs, 1925)
  - Dasyatis zugei (Müller & Henle, 1841)
- Himantura Müller & Henle, 1837
  - Himantura alcockii (Annandale, 1909) - pastinaca macchiepallide
  - Himantura astra Last, Manjaji-Matsumoto & Pogonoski, 2008 -
  - Himantura bleekeri (Blyth, 1860) -
  - Himantura chaophraya Monkolprasit e Roberts, 1990 - pastinaca d'acqua dolce gigante
  - Himantura dalyensis Last & Manjaji-Matsumoto, 2008 -
  - Himantura draco Compagno & Heemstra, 1984 -
  - Himantura fai Jordan e Seale, 1906 - pastinaca rosa
  - Himantura fava (Annandale, 1909) -
  - Himantura fluviatilis (Hamilton, 1822) - pastinaca del Gange
  - Himantura gerrardi (Gray, 1851) - pastinaca macchiebianche
  - Himantura granulata (Macleay, 1883) - pastinaca codabianca
  - Himantura hortlei Last, Manjaji-Matsumoto e Kailola, 2006 - pastinaca di Hortle
  - Himantura imbricata (Bloch e Schneider, 1801) - pastinaca squamosa
  - Himantura javaensis Last & White, 2013 -
  - Himantura jenkinsii (Annandale, 1909) - pastinaca di Jenkins
  - Himantura krempfi (Chabanaud, 1923) -
  - Himantura leoparda Manjaji-Matsumoto & Last, 2008 -
  - Himantura lobistoma Manjaji-Matsumoto e Last, 2006 - pastinaca bocca a tubo
  - Himantura marginata (Blyth, 1860) - pastinaca marginineri
  - Himantura microphthalma (Chen, 1948) -
  - Himantura oxyrhyncha (Sauvage, 1878) - pastinaca marmorizzata nasolungo
  - Himantura pacifica (Beebe & Tee-Van, 1941) -
  - Himantura pareh (Bleeker, 1852) -
  - Himantura pastinacoides (Bleeker, 1852) - pastinaca rotonda
  - Himantura randalli Last, Manjaji-Matsumoto & Moore, 2012 -
  - Himantura schmardae (Werner, 1904) - pastinaca chupare
  - Himantura signifer Compagno e Roberts, 1982 - pastinaca d'acqua dolce marginibianchi
  - Himantura toshi Whitley, 1939 - pastinaca di Tosh
  - Himantura tutul Borsa, Durand, Shen, Alyza, Solihin & Berrebi, 2013 -
  - Himantura uarnacoides (Bleeker, 1852) - pastinaca di Bleeker
  - Himantura uarnak (Gmelin, 1789) - pastinaca reticolata
  - Himantura undulata (Bleeker, 1852) - pastinaca variegata di Bleeker
  - Himantura walga (Muller e Henle, 1841) - pastinaca nana
- Neotrygon Castelnau, 1873
  - Neotrygon annotata (Last, 1987)
  - Neotrygon kuhlii (Müller & Henle, 1841) - pastinaca mascherata
  - Neotrygon leylandi (Last, 1987)
  - Neotrygon ningalooensis Last, White & Puckridge, 2010
  - Neotrygon picta Last & White, 2008
- Pastinachus Rüppell, 1829
  - Pastinachus atrus (MacLeay, 1883)
  - Pastinachus gracilicaudus Last & Manjaji-Matsumoto, 2010
  - Pastinachus sephen (Forsskål, 1775) - pastinaca coda di vacca
  - Pastinachus solocirostris Last, Manjaji & Yearsley, 2005
  - Pastinachus stellurostris Last, Fahmi & Naylor, 2010
- Pteroplatytrygon Fowler, 1910
  - Pteroplatytrygon violacea (Bonaparte, 1832) - trigone viola
- Taeniura Müller & Henle, 1837
  - Taeniura grabata (Geoffroy Saint-Hilaire, 1817)
  - Taeniura lymma (Forsskål, 1775) - pastinaca a macchie blu
  - Taeniura meyeni Müller & Henle, 1841 - pastinaca a macchie nere
- Urogymnus Müller & Henle, 1837
  - Urogymnus asperrimus (Bloch & Schneider, 1801) - pastinaca porcospino
  - Urogymnus ukpam (Smith, 1863)

## Pesca
Hanno in genere carni commestibili, non particolarmente pregiate.